# Leopold Eidlitz
Leopold Eidlitz (10. březen 1823 Praha – 1908 New York) byl český a americký architekt, představitel historismu. K jeho hlavním dílům patří sídlo vlády státu New York ve městě Albany (New York State Capitol) či Tweed Courthouse na Manhattanu v New Yorku.

## Život
Narodil se v pražské židovské rodině. Studoval techniku na Technické univerzitě Vídeň. Roku 1843 emigroval do Spojených států. Zde nastoupil do architektonické kanceláře Richarda Upjohna. Spolupracoval s ním na stavbě Trinity Church na Wall Street. Později začal spolupracovat s německým emigrantem Karlem Otto Bleschem, spolu navrhli dodnes stojící (byť bez věží zničených požárem) St. George's Episcopal Church na Stuyvesant Square na Manhattanu v New Yorku. Roku 1848 postavil nedaleko Bridgeportu v Connecticutu "orientální" sídlo pro nekonvenčního milionáře Phinease Taylora Barnuma zvané Iranistan. Roku 1857 patřil k zakládajícím členům American Institute of Architects. Články o architektuře publikoval v časopisech The Crayon a American Architect and Building News. Své názory na architekturu shrnul rovněž v knize The Nature and Function of Art, More Especially of Architecture (1881).

## Galerie

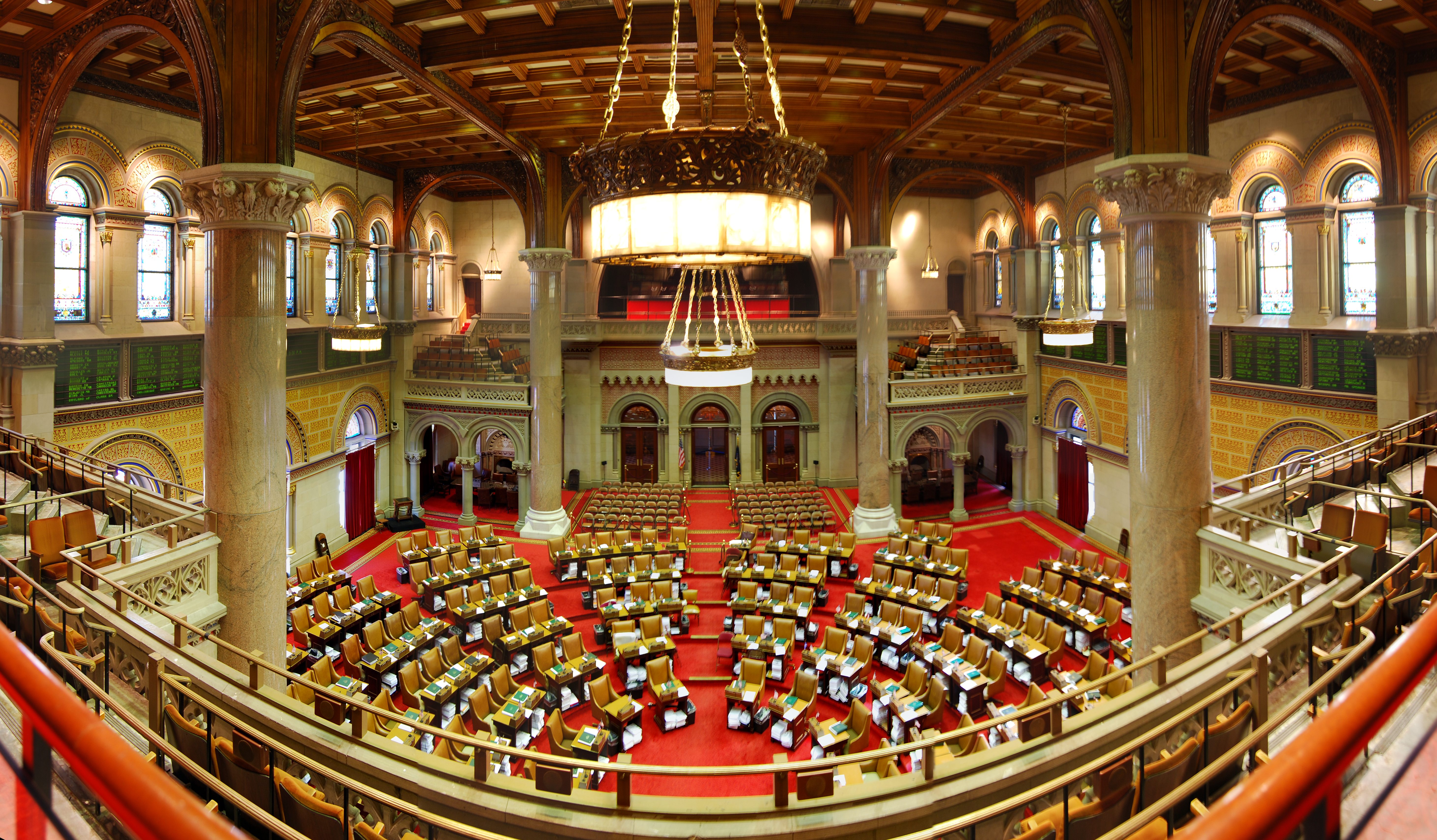
Jednací sál New York State Capitol
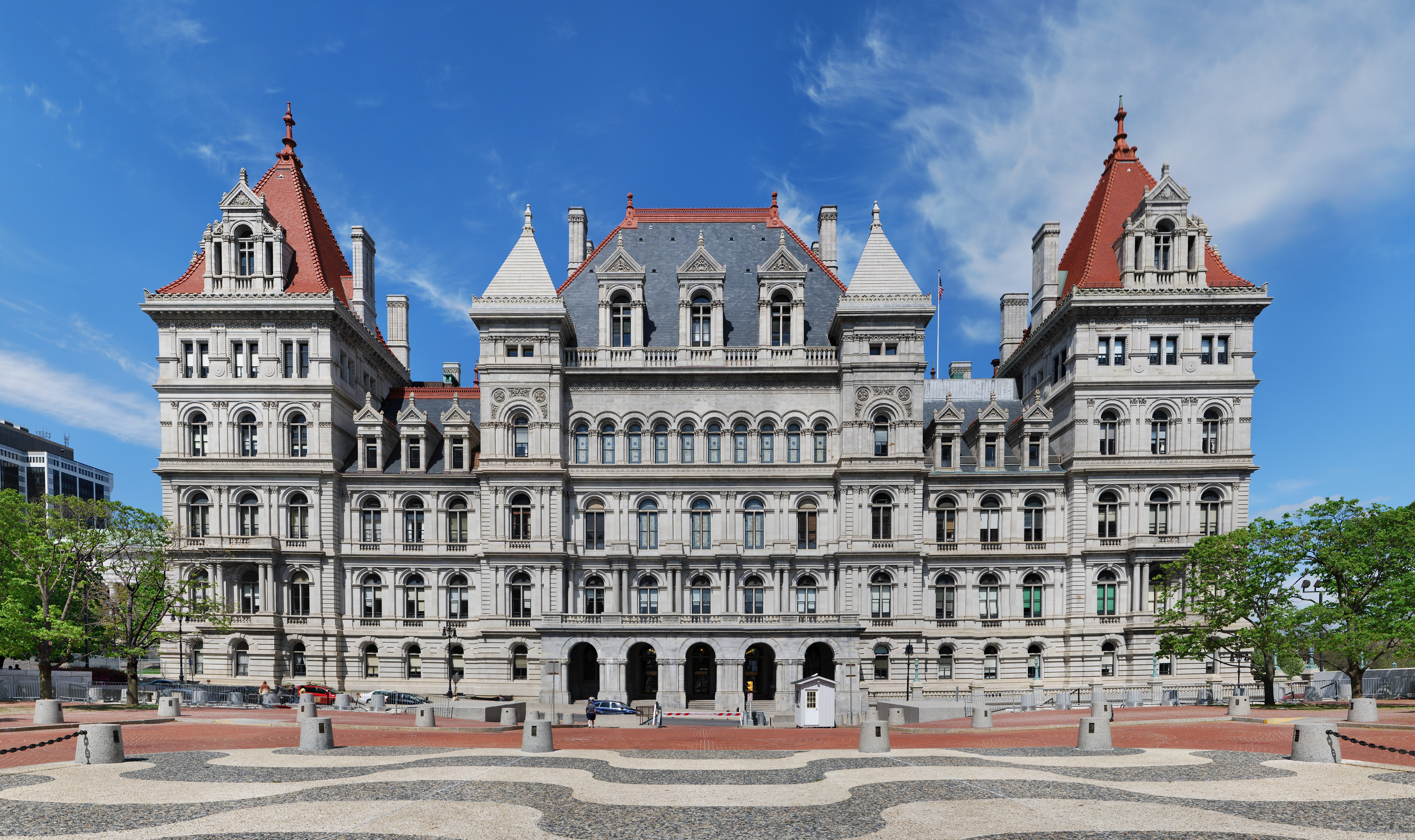
New York State Capitol
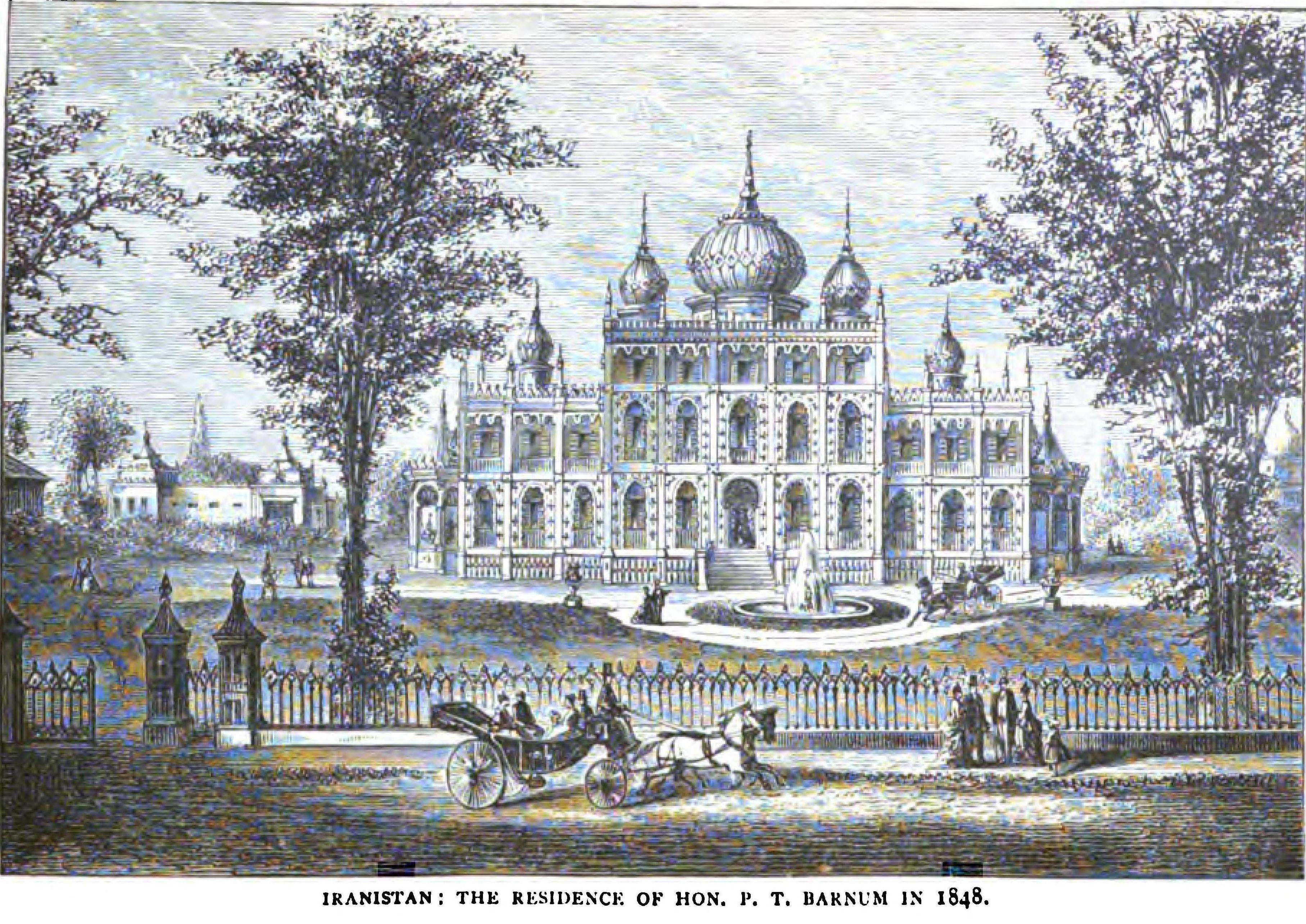
Iranistan
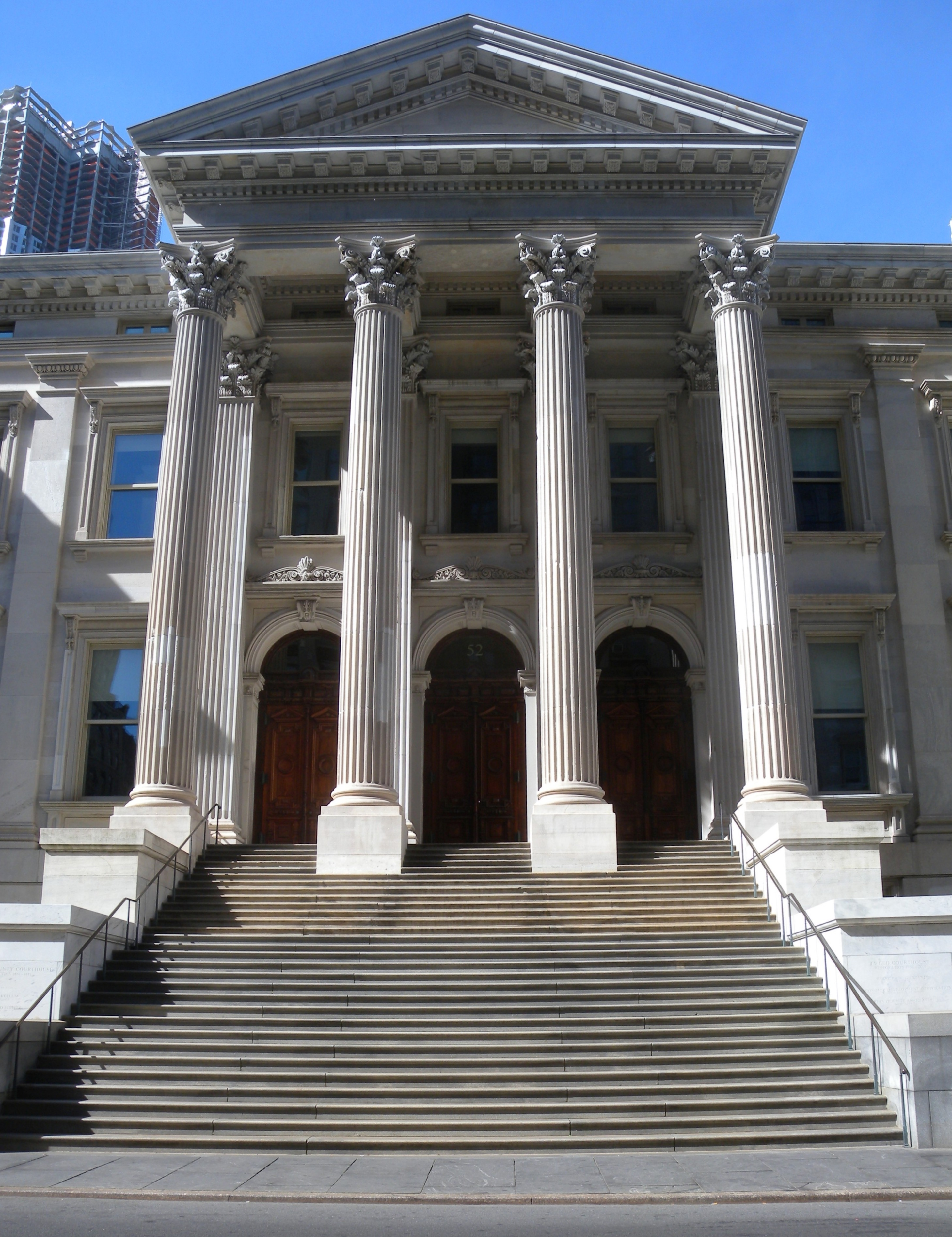
Tweed Courthouse
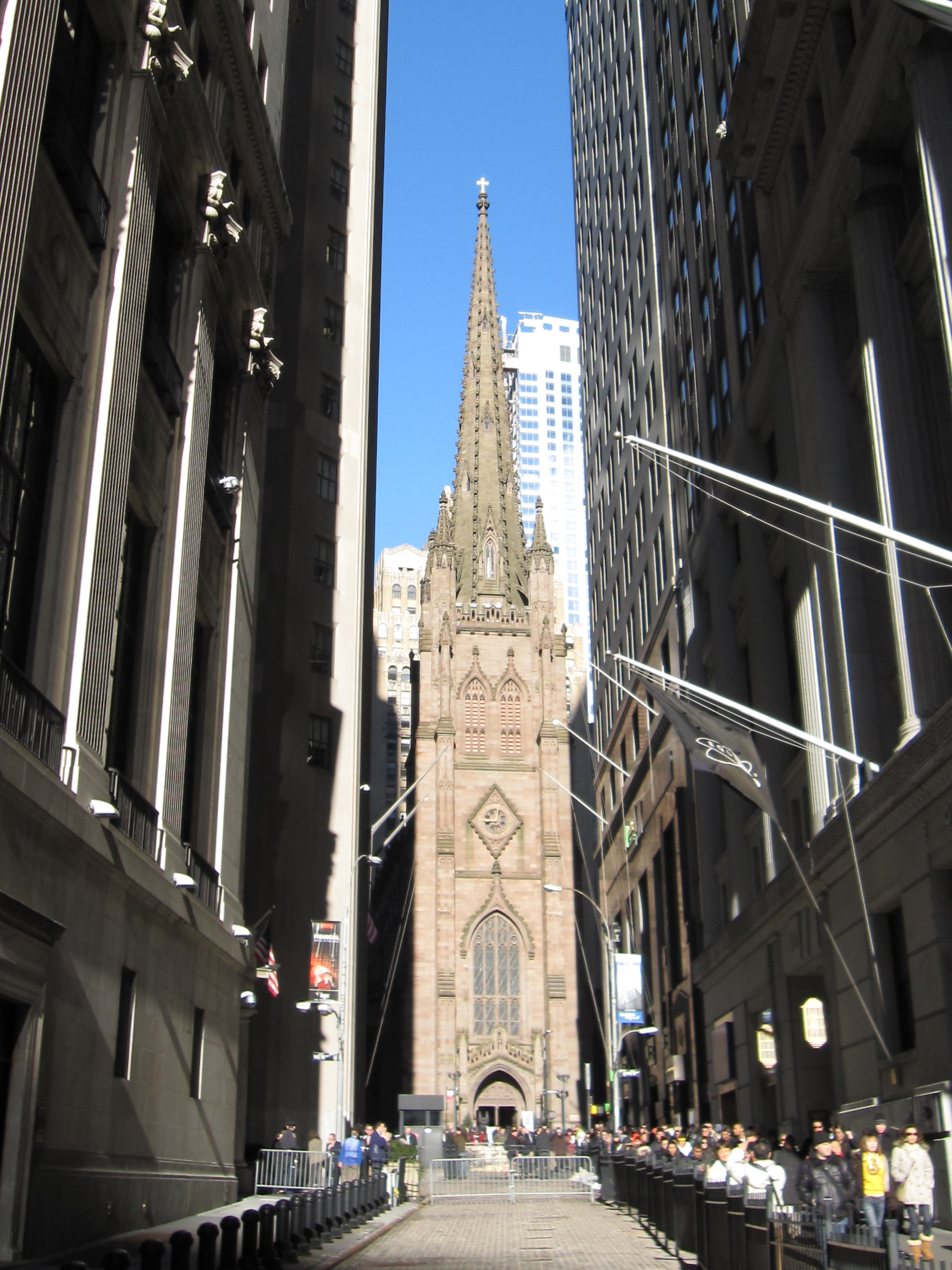
Trinity Church
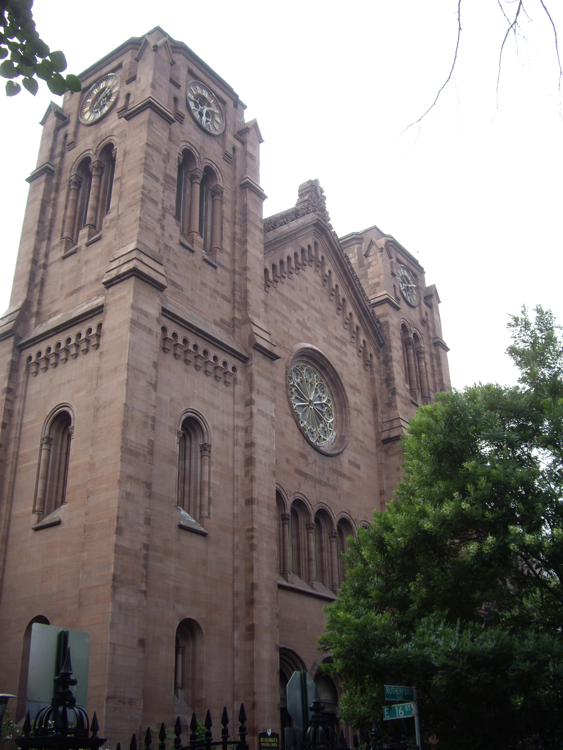
St. George's Episcopal Church